# Michelangelo (virus)
Michelangelo è un virus informatico ideato per infettare i sistemi MS-DOS e programmato per attivarsi solo il 6 marzo di ogni anno.
È una variante di un precedente virus, lo Stoned. È stato scoperto il 4 febbraio 1991 in Australia ed è stato analizzato dall'esperto di programmi anti-virus Roger Riordan, che ha scelto il suo nome, non essendoci nel codice del virus nessuna stringa identificativa: è stato scelto perciò "Michelangelo" perché il 6 marzo, il giorno in cui si attiva il virus, è anche la data di nascita dell'omonimo artista rinascimentale Michelangelo Buonarroti.

## Descrizione
Michelangelo è una variante dello Stoned e, come questo, è un "boot sector virus", un virus che infetta il settore di boot dei floppy disk, il veicolo che usa per diffondersi. Il meccanismo di diffusione è lo stesso dello Stoned: quando l'utente avvia un computer utilizzando un dischetto infetto, il virus viene caricato in memoria e lì resta in esecuzione, copiandosi su ogni floppy che viene inserito. Il virus sposta il master boot record (MBR) originale in un punto diverso del disco e lo sostituisce con una copia di se stesso. Se è presente un disco rigido, il virus infetta anche quello con l'identica tecnica della sostituzione dell'MBR.
Il virus resta latente fino al 6 marzo: se un computer viene avviato in quella data usando un disco infetto, il virus sovrascrive con caratteri casuali i settori del disco di avvio che contengono la FAT, compromettendo le informazioni dei file salvati sul disco stesso. Sintomi di un computer infetto sono un quantitativo di memoria libera inferiore di circa 2.048 byte rispetto al valore corretto (occupati dal codice del virus residente in memoria) e l'occasionale comparsa di caratteri casuali quando si richiede l'elenco dei file con il comando DIR a causa del fatto che il virus sposta (come fa lo Stoned) l'MBR originale in settori del disco che, a seconda delle versioni del DOS usati, possono essere occupati dalla FAT. Se il PC è un PC AT o un PS/2, il virus assume una geometria del disco rigido di 256 cilindri, 4 testine e 17 settori per traccia e sposta il master boot record originale al cilindro 0, testina 0, settore 7. In caso di floppy, se il disco è da 360 KB, l'MBR viene spostato al cilindro 0, testina 1, settore 3; negli altri dischi, il MBR viene spostato al cilindro 0, testina 1, settore 14. La posizione corrisponde all'ultima directory nei dischi da 1,2 MB e alla penultima nei dischi da 1,44 MB; non esiste invece alcuna directory a quella posizione nei dischi da 720 KB.
Nonostante sia stato progettato per infettare i sistemi MS-DOS, il virus può facilmente disturbare anche altri sistemi operativi installati sul disco rigido del PC, dato che va a sostituire l'MBR originale.

## Storia
Il virus fu individuato per caso nel 1991 in un negozio di Melbourne (Australia) grazie ai caratteri casuali che comparvero chiedendo l'elenco dei file di un dischetto. Il virus fu analizzato e fu scoperto il suo meccanismo di azione, che si attivava solo quando la data del sistema era il 6 marzo. L'aver scoperto il virus prima che entrasse in azione permise di limitare i danni.
Il virus divenne famoso in tutto il mondo nel gennaio del 1992, quando si scoprì che alcuni produttori di computer e di software misero accidentalmente in commercio prodotti infettati dal virus, come il server di stampa Intel LANSpool. Nonostante solo poche centinaia di macchine fossero state effettivamente infettate, alcuni esperti del settore dichiararono che i computer colpiti erano milioni in tutto il mondo, aumentando la paura del virus.
Al 6 marzo 1992, tuttavia, i casi di perdita di dati dovuti a "Michelangelo" furono compresi fra 10.000 e 20.000. I media persero interesse nella vicenda e il virus cadde nel "dimenticatoio". Nonostante sia difficile scoprire il virus per i motivi sopra riportati, non si sono più registrati casi di infezione a partire dal 1997.
Non si conosce di preciso chi sia l'autore del virus, né il Paese di origine: nonostante sia stato scoperto in Australia, alcuni esperti reputano plausibile che Michelangelo sia stato scritto a Taiwan e che da lì si sia diffuso in tutto il mondo (tuttavia, non ci sono dati certi in proposito).